# Friedrich Kühn (General)
Friedrich Fritz Kühn (* 7. August 1889 in Eutin; † 15. Februar 1944 in Berlin) war ein deutscher General der Panzertruppe im Zweiten Weltkrieg. Als Chef des Wehrmacht-Kraftfahrtwesens war er auch Bevollmächtigter der Motorisierung und für das deutsche Kraftfahrwesen im Vierjahresplan.

## Leben
Er war ein Sohn von Anton Kühn (1854–1941), der als Lehrer in Eutin tätig war und von 1907 bis 1924 Direktor der Landesbibliothek Oldenburg wurde.

### Offizierslaufbahn
Kühn begann am 3. März 1909 seine militärische Laufbahn beim 2. Thüringischen Infanterie-Regiment Nr. 32, wo er am 19. November 1909 zum Fähnrich und 1910 zum Leutnant befördert wurde. Mit seinem Regiment nahm er am Ersten Weltkrieg teil, wurde 1915 zum Oberleutnant und im Januar 1918 zum Hauptmann befördert und mehrfach ausgezeichnet.

Nach Kriegsende wurde er in die Reichswehr übernommen und im Frühjahr 1920 beim Schützen-Regiment 21 eingesetzt. Im Stadium der Bildung der Reichswehr wurde er ab dem 1. Oktober 1922 als Chef einer Kompanie beim 17. Infanterie-Regiment eingesetzt. Als Rittmeister war er ab dem 1. Oktober 1922 in der Ausbildung beim 3. (Preußisches) Reiter-Regiment bei Rathenow tätig. Von 1925 bis mindestens Ende 1926 diente er als Chef einer Kompanie der Kraftfahr-Abteilung 6 bei Hannover. In der ersten Hälfte des Jahres 1927 war er Eskadronchef beim 4. (Preußisches) Reiter-Regiment bei Potsdam.
Beförderungen
- Fähnrich am 19. November 1909
- Leutnant mit Patent am 22. August 1910
- Oberleutnant am 24. Februar 1915
- Hauptmann am 27. Januar 1918
- Major am 1. Februar 1931
- Oberstleutnant am 1. Juli 1934
- Oberst am 1. August 1936
- Generalmajor am 1. Juli 1940
- Generalleutnant am 1. Juli 1942
- General der Panzertruppe am 1. April 1943

### Beauftragter des Deutschen Reiches
Im Zuge der Zusammenarbeit mit der Roten Armee wurde er am 1. Oktober 1928 als Leiter eines Lehrgangs nach Kasan in Russland kommandiert, wo er mit der russischen Panzertruppe Erfahrungen sammeln sollte. Nach seiner Rückkehr aus Russland kam er Anfang 1930 ins Reichswehrministerium zur Inspektion der Verkehrstruppen (Inst. 6). Ab dem 1. Juli 1931 gehörte er zum Stab der I. Abteilung des 3. (Preußisches) Artillerie-Regiments bei  Schweidnitz.
Als auf dem Truppenübungsplatz Ohrdruf am 15. Oktober 1935 das Panzer-Regiment 4 aufgestellt wurde, erhielt er als erster Kommandeur die Führung über die neue Einheit. Am 10. November 1938 wurde er zum Kommandeur der Panzertruppenschule bei Wünsdorf ernannt.

### Teilnahme am Zweiten Weltkrieg
Nachdem er am 10. Februar 1940 den Befehl zur Übernahme der 3. Panzerbrigade erhalten hatte, trat er das Kommando am 1. März 1940 an. Anfang Juni 1940 gelang seiner Brigade während des Frankreichfeldzugs ein entscheidender Vorstoß südwestlich von Peronne, wo sie französische Artillerie und Panzer ausschaltete. Dafür wurde Oberst Kühn zum Generalmajor befördert und am 1. Juli 1940 mit dem Ritterkreuz des Eisernen Kreuzes ausgezeichnet. Im September 1940 wurde ihm das Kommando über die 3. Panzer-Division übertragen.
In der Zeit vom 5. Oktober bis zum 1. November 1940 übernahm er das Kommando über die 33. Infanterie-Division.
Nach der Aufstellung der 15. Panzer-Division am 1. November 1940 kommandierte er diese Division bis zum 21. März 1941. Vom 22. März 1941 bis zum 1. Juli 1942 führte er die 14. Panzer-Division. Nach der Verlegung nach Ungarn kommandierte er die Division auf dem Feldzug auf dem Balkan.

### Chef des Kraftfahrzeugwesens
Nach Versetzung in die Reserve wurde er am 10. September 1942 zum General für Heeresmotorisierung beim Oberkommando des Heeres ernannt. In dieser Position nahm er Aufgaben für die gesamte Wehrmacht wahr. Durch einen Führerbefehl wurde er am 23. Februar 1943 zum Chef des Kraftfahrzeugwesens der Wehrmacht und der Heeresmotorisierung ernannt. In dieser Dienststellung war er zugleich in der Position des Bevollmächtigten für das deutsche Kraftfahrwesen im Vierjahresplan. Dabei sollte er laut des genannten Führerbefehls für die Bereitstellung von Kraftfahrzeugen an der Ostfront sorgen.
Kühn kam am 15. Februar 1944 im Hotel Bristol bei einem Bombenangriff alliierter Flugzeuge auf Berlin ums Leben.

## Auszeichnungen
- Eisernes Kreuz (1914) II. und I. Klasse[8]
- Ritterkreuz des Königlichen Hausorden von Hohenzollern mit Schwertern[8]
- Verwundetenabzeichen (1918) in Schwarz[8]
- Hanseatenkreuz Hamburg[8]
- Ehrenritterkreuz II. Klasse des Grossherzoglich Oldenburgischen Haus- und Verdienstordens des Herzogs Peter Friedrich Ludwig mit der silbernen Krone[8]
- Grossherzoglich Oldenburgisches Friedrich August-Kreuz II. und I. Klasse[8]
- Ritterkreuz II. Klasse des Herzoglich Sachsen-Ernestinischen Hausordens mit Schwertern[8]
- Fürstlich Schwarzburgisches Ehrenkreuz III. Klasse mit Schwertern[8]
- Wehrmacht-Dienstauszeichnung I. bis IV. Klasse
- Spange zum Eisernen Kreuz II. und I. Klasse
- Panzerkampfabzeichen in Silber
- Ritterkreuz des Eisernen Kreuzes am 4. Juli 1940[9]
- Deutsches Kreuz in Gold am 22. April 1942[9]